# 박온유
박온유(朴溫柔, Onyu Park, 1991년 12월 16일 ~ )는 데이비드 오워 박사가 설립한 기독교 단체인 회개와거룩함사역회(Ministry of Repentance and Holiness)의 대한민국 강원특별자치도 대감독(Archbishop)이다. (대한민국에는 선임 대감독 1명과 대감독 6명이 있다.)
예수 그리스도의 십자가와 부활, 공중 강림과 지상 강림, 교회(신약 성도)의 휴거, 죄에 대한 분명한 책망, 하나님의 심판, 하나님을 향한 두려움(경외함), 회개와 거룩함(성결함, 구별됨)과 의로움의 삶 등에 대한 메시지를 강조하며 복음을 전한다. (여기서 지상 강림은 재림을 의미하고 휴거는 환난 전 휴거를 의미한다.) 그리고 대체 신학, 자유주의 신학, 은사주의 운동(거짓 방언 등), 종교 통합 운동(가톨릭(천주교), 이슬람 등과의 연합), 번영 복음, 기복 신앙 등을 비판한다.

## 생애
1991년 12월 16일에 대한민국 서울특별시에서 태어났다. 2남 중 장남이다.
본관은 밀양이다. 아버지가 지은 이름인 온유(溫柔)는 성경에 나오는 단어이다.
초등학생 시절에 이사가 몇 차례 있었다. 기독교대한하나님의성회 소속 개신교 목사인 아버지의 사역으로 인한 이사였다. 성덕초등학교(강릉), 승학초등학교(인천), 조양초등학교(속초)를 다녔다. 조양초등학교(속초), 설악중학교(속초), 속초고등학교(속초)를 졸업하고 2010년에 국립금오공과대학교(구미) 전자공학부에 입학하였다.
2011년 1월에 육군에 입대하여 제6군단 정보통신단의 한 예비중대(전투부대)에서 복무하였다.
전자공학을 그만두고 2018년에 코헨대학교(Cohen University) 신학 학사 학위를 취득하였다.

## 성직
- 2021년 12월 1일: 회개와거룩함사역회 선임 감독(Senior Bishop) 임명
- 2022년 1월 6일: 회개와거룩함사역회 선임 감독(Senior Bishop) 서품식 / 대한민국 강원특별자치도 담당
- 2023년 6월 11일: 회개와거룩함사역회 대감독(Archbishop) 임명 / 대한민국 강원특별자치도 담당